# Kováts Mihály (orvos)
Kováts Mihály (Korlát, 1762. június 7. – Mezőcsát, 1851. június 22.) orvos, akadémikus. A nyelvújítás mozgalmához csatlakozva számtalan magyar orvosi, kémiai, botanikai szakkifejezés kitalálása fűződik a nevéhez. A Magyar Tudományos Akadémia levelező tagja. Sírköve szerint kétszeres orvosnagy, Pest, Borsod, Abaúj, Zemplén, Szathmár, Máramaros vármegyék táblabírája, valamint több bel-és külföldi tudós társaság tagja volt.

## Élete
Apja korláti református lelkész volt. 1758. szeptember 12-én vette feleségül Hunyor Erzsébetet. 1764-ben Hernádbűdre helyezték. Kováts Mihály  hatéves korában a sárospataki iskolába került és ott végezte a felső osztályokat is. Ekkor Losoncon a szónoklati osztályban négy évig tanár volt. 1789 augusztusában Pesten az orvosi egyetemre iratkozott be. 1791-től ugyanott az élettan segéde volt. Orvosi gyakorlatszerzés végett felment Bécsbe, az ottani közkórházban egy évig működött. 1794. április 29-én nyert orvosdoktori oklevelet a pesti egyetemen, ahol később az orvosi kar tagja lett. 1794-ben a bécsi nagy kórházban egy évig gyakorlaton volt. 1795-ben a svájci, hollandiai és németországi kórházakat látogatta meg, ahonnét szeptember 29-én érkezett vissza, s Pesten telepedett le, s több úri család háziorvosa lett. A jénai ásványtani társulat oklevéllel tisztelte meg. 1832. március 2-án a Magyar Tudós Társaság megválasztotta levelező tagjává. 1844. április 29-én orvosdoktorrá avatásának ötvenedik évfordulóján, ünnepélyesen üdvözölte a Magyar Tudományos Akadémia, melynek ülésein aggkorában is szorgalmasan megjelent. Félszázadnál tovább híven fáradozott a nemzeti nyelv és a hazai tudományosság körül. Pest és több megyék táblabírája volt. 1849-ben meghalt testvéröccse, Kováts Dániel Borsod megye főorvosa özvegyénél Mezőcsáton Szabó Klára asszonynál talált menedéket és ápolást. Itt végezte be orvosi műszótárának mutatótábláját, melyet több kéziratával és 740 kötetből álló könyvtárát a sárospataki főiskola könyvtárának hagyta.
Mezőcsáton vettek tőle végső búcsút, s Kováts Dániel testvére mellé temették.

## Művei
- Szükségben való és segedelem tábla a vizbe fult, megfagyott és holtan születni látszott kisdedekre nézve. Pest, 1798
- Szükségben való és segedelem tábla a veszett kutya harapásról, a mérgekről, a falatnak gégében való megakadásáról, gőz miatt való megfulásról sat. egy veszett kutya rézre metszett képével. Pest, 1798
- Az emberi élet meghosszabbításának mestersége. Német nyelvből Hufeland Kristóf Vilmos után magyarra fordíttatott, a nehezebb helyeken megvilágosíttatott, alkalmatosság szerént a magyar hazára szabatott. Pest, 1798. Két rész. (2. kiadás, Pest 1799. A második kiadás szerint forditotta, a nehezebb helyeken megvilágosította, alkalmatosság szerint a magyar hazára szabta, sok helyeken pedig megbővítette. 3. kiadás. Buda, 1825. Makrobiotika, vagy az ember életét meghosszabbító mesterség, 5. kiadás után ford. és a magyar nyelvre való jegyzékekkel megszaporítá. Az eredeti mű alkotója Christoph Wilhelm Hufeland)
- A gyenge élet meghosszabbításának és a gyógyíthatatlan nyavalyák huzásának a mestersége. Ford. a tehénkilisekről való tanitással s sok tudósok értelmeivel megbővítve. Pest, 1802. Három rész.
- Chemia vagy természeet titka, Gren Fridrik Albert korlát doctor szerint magyarul legelőször irta. Buda, 1804-1808. Négy darab. Prónay László arczk. (1807-1808 fordítás, eredeti mű: F. A. C. Gren: Grundriss der Chemie, 1796)
- Az állati mágnesesség mérő serpenyűje. Uo. 1818. Két rész. (I. Kisérlet az állati mágnesség ál-baját az egységes és lélektudomány törvényeiből kimagyarázni. Szerzé Eschenmayer K. A., ford. toldalékkal megbővíté. II. K. megvizsgálja és megczáfolja Eschenmayer... az állati mágnességről való munkáját és a toldalékot)
- A hirtelen halál veszedelmeiben való segedelem. Rozsnyó, 1820-21. Két tábla (németül Pest, 1820. és szerbül Budán, Tótul, Lőcse, 1822)
- Értekezés a himlő kiirtásról. Szerzé a Lelkitanítók számokra. Pest, 1822. Színes rézmetszettel. Online
- Rövid oktatás mit kell, és mit nem kell cselekedni falusi bábának a természeti szüléskor. Pest, 1822
- Lexicon Mineralogicum enneaglottum. Uo. 1822. Négy rész. (I. Lexicon mineralogicum triglottum etymologicum latino-magyarico-germanicum primum. Elől: «Az ásványtár szerzőjéhez» költemények Kazay Istvántól és Szemere Páltól. II. Első szófejtő magyar-latin ásványnévtár, III. Deutschlateinisches mineralogisches Wörterbuch. IV. Mantissa Lexicon mineralogicum gallico-latinum, anglico-latin., danico-latin. continens)
- Medicina forensis. Vagy: orvosi törvény tudomány, a táblabiró, biró, ügyvédő, törvénytudó, törvénytanuló, orvos, tanuló orvos uraknak számokra. Számos hazai tudós orvosoknak dicsérete emlékezetekkel megdiszesíttetve és toldalék szótár. Pest, 1828
- Antiorganon, az az: orgonarosta. Similia Similibus curantur. Paracelsi Opera Omnia. Genevae, 1658. Paragrani Tractatus, de Astronomia. Tóldalék, az orgonarostához. Brouissaisság, vagy: nadálydühösség. Pest, 1830 Online
- Magyar patika, az az Magyar- és Erdélyországban termő patikai állatok, növények és ásványok, orvosi hasznaikkal egyetemben. A falusi külorvosoknak, földesuraknak és lelki tanítóknak számokra. Hogy a falusi ügyefogyott, beteg adózó népen kevés költséggel és azoknak bizodalmas kivánságok szerént segíthessenek. Pest, 1835. Három rész. (a III. rész ezen czímmel: Magyar patika kalauza ó és ujchemiai szótár. Orvosi terhek és mértékek. Patika vizsgálat)
  - Magyar patika azaz Magyar- és Erdély-országban termő patikai állatok, növevények és ásványok, orvosi hasznaikkal egyetemben. A' falusi külorvosoknak, főldesuraknak és lelkitanítóknak számokra, hogy a' falusi ügyefogyott, beteg adózó népen kevés költséggel, és azoknak bizodalmas kívánságok szerént segíthessenek; Kossuth, Budapest, 2005 (Amor librorum)
- Háromnyelvű fejtő természethon titoktan orvostudományai műszótára, az az onomatologia, physiographica, chemica, jatrica, triglotta, philologica. Buda, 1845–1848. Nyolcz rész. (I. darab 1. rész, Növényészés szavai vagy termini phytologici. Vulgo terminologia botanica. 2. r. Növénybölcsesség avagy háromnyelvű fejtő növénynév műsótár, az az phytosophia aut philosophia botanica seu botanica pura. 1845. X., 472. l. II. darab 3. r. Háromnyelvű fejtő ásványnév műszótár. Vagy is onomatologia, mineralogica, triglotta, hermeneutica. 4. r. Háromnyelvű ejtő titoktan műszótár. Az az onomatologia chemica triglotta etymologica. 5. r. Háromnyelvű fejtő szernév műszótár. Avagy onomatologia, pharmaceutica philologica, 6. r. Háromnyelvű fejtő állatnév műszótár. Vagy glossarium zoologicum triglottum, etymologicum. 1846. 830. l. III. darab 7. r. Háromnyelvű fejtő természethon titoktan orvostudományi műszótára, azaz onomatologia, physiographica, chemica, jatrica, triglotta, philologica. Három nyelvű fejtő ember bonczolás műszótár. Vagy glossae anatomicae triglottae, hermeneuticae, 1846. 831-1061. l. IV. darab, 8. r. Háromnyelvű fejtő orvostudományi műszótár, azaz jatrica, triglotta, exegetica. 1848. 1062-1302. l. Előfizetési felhívását 1843. máj. 14. tette közzé.)